# Draculoides bramstokeri
Draculoides bramstokeri är en spindeldjursart som beskrevs av Harvey och Humphreys 1995. Draculoides bramstokeri ingår i släktet Draculoides och familjen Hubbardiidae. Inga underarter finns listade i Catalogue of Life.